# Йоганн I (князь Ліхтенштейну)
Йоганн I (нім. Johann I.), ім'я при народженні Йоганн Баптіст Йозеф Адам Йоганн Непомук Алоїз Франц де Паула фон унд цу Ліхтенштейн (нім. Johann Baptist Joseph Adam Johann Nepomuk Aloys Franz de Paula von und zu Liechtenstein), ( 26 червня 1760 —  20 квітня 1836) — 10-й князь Ліхтенштейну в 1805—1836 роках, син 8-го князя Ліхтенштейну Франца Йозефа I та графині Леопольдіни фон Штернберг. Успадкував престол від бездітного старшого брата Алоїза I.
Учасник Російсько-турецької війни та війон коаліцій проти Наполеона.

## Біографія
Йоганн народився 26 червня 1760 року у Відні. Він був шостою дитиною та четвертим сином в родині спадкоємного принца Ліхтенштейну Франца Йозефа та його дружини Леопольдіни фон Штернберг. Хлопчик мав старших братів Франца де Паулу, який помер за два місяці після його народження, та Алоїза, а також сестер Леопольдіну та Марію Антонію. Ще один брат пішов з життя до його народження. Родина невдовзі поповнилася молодшими дітьми — Філіпом та Марією Йозефою. Країною в цей час правив їхній двоюрідний дід Йосиф Венцель I, який не мав нащадків. Після його смерті у 1772 році престол перейшов до Франца Йозефа.
У віці 31 року Йоганн одружися із 15-річною ландграфинею Марією Йозефою Софією Фюрстенберг-Вайтра. Весілля відбулося у Відні 12 квітня 1792 року. У подружжя народилося п'ятнадцятеро дітей.
Йоганн обрав військову кар'єру і швидко просувався по службі. Брав участь у Російсько-турецькій війні. У 1794 році відзначився у війні першої коаліції і був підвищений до генерал-майора. Особливу відвагу виявив у битві при Авен-ле-Сек.
Після битви при Требії у 1799-му став фельдмаршал-лейтенантом. Брав участь у битві при Нові та прикривав відступ переможеної австрійської армії після битви при Гогенлиндені у грудні 1800-го.
Його брат, який був правителем Ліхтенштейну від 1781, помер у березні 1805, передавши трон Йоганну. Останній в цей час командував армійським корпусом під час чергової війни із Францією. У грудні 1805 брав участь у битві під Аустерліцом, очолюючи імперську кавалерію. 
Ставши послом Австрійської імперії, виступав за припиненням вогню та укладення Пресбурзького миру. У 1806 році був призначений імператором Францем I комендантом міста та фортеці Відень. Того ж року викупив старованний замок Ліхтенштейніву Нижній Австрії та розбив навколо парк. Наполеон у 1806 році  долучив Ліхтенштейн до Рейнського союзу, зробивши його незалежною державою.
Згодом Йоганн знову боровся проти Бонапарта, беручи участь у битвах при Асперні та під Ваграмом. Після перемирення у Зноймо та відставки Карла Тешенського очолив австрійську армію. Підписував Шенбруннський мир. Після цього подав у відставку та присвятив себе державним справам.
Віденський конгрес 1815 зберіг незалежність князівства. У 1815 році Ліхтенштейн увійшов до Німецького союзу.
Будучи князем, Йоганн проводив в державі прогресивні реформи, але в той же час дотримувався абсолютистського стилю правління. У 1818 році дарував країні конституцію, хоча і обмежену. Вона декларувала створення Ландтагу, який складався із представників духовенства, можновладців та казначеїв общин. Ландтаг скликався князем раз на рік та обмежувався формальним схваленням вимог до податків.
Заохочував сільське господарство та лісівництво, імпортував свійську худобу високої якості й експериментував з новими культурами і видами дерев.  Радикально реформував свою адміністрацію, намагаючись відповідати вимогам сучасної держави.
У 1827 році видав новий закон про освіту у загальноосвітніх школах.
Йоганн помер 20 квітня 1836 року у поважному віці. Його поховали у крипті дому Ліхтенштейнів у Вранові.

## Родина

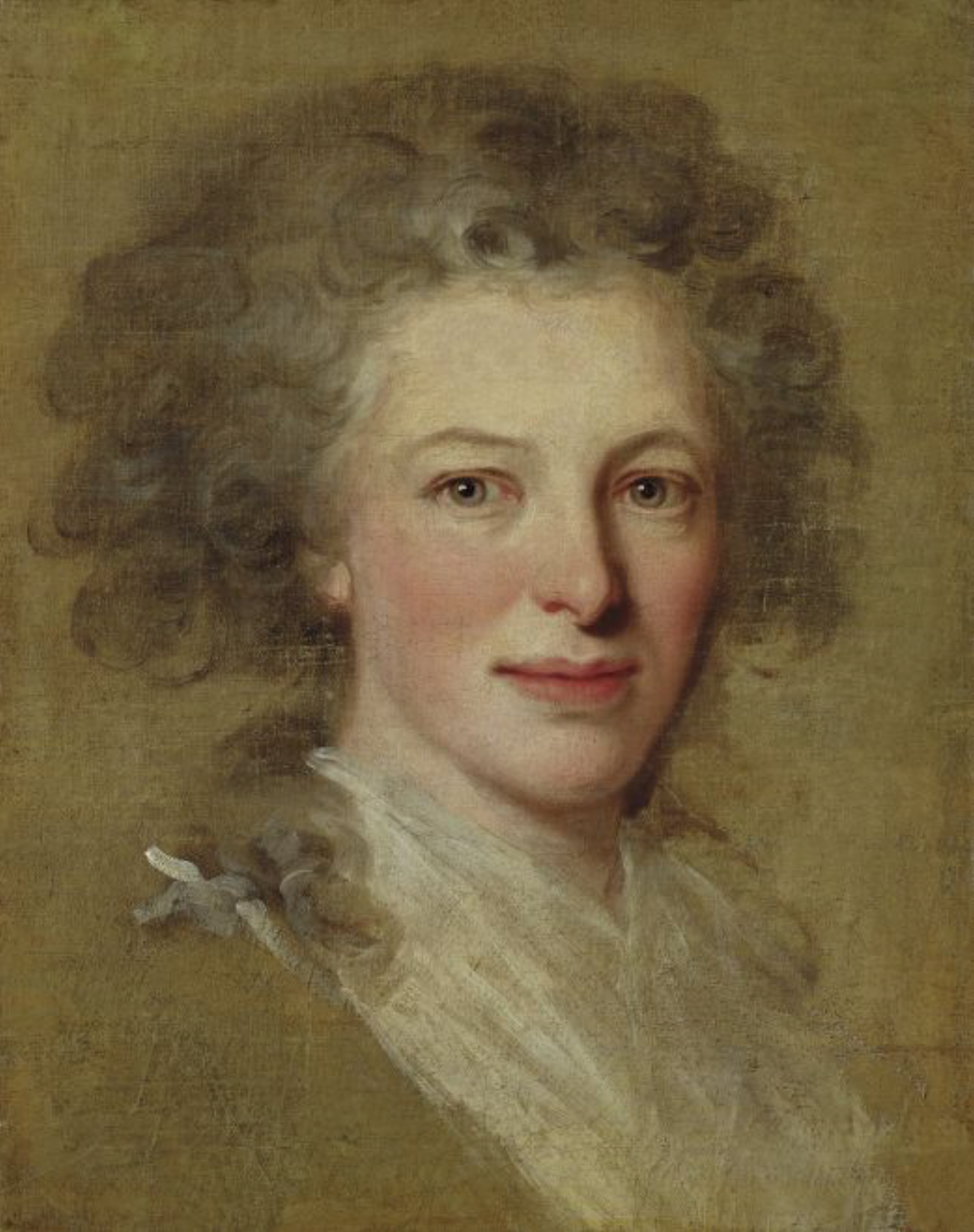
Княгиня Марія Йозефа, портрет пензля Й.Б.Лампі-старшого, до 1830

Дружина — Марія Йозефа Софія Фюрстенберг-Вайтра
Діти:
- Леопольдіна Марія (1793—1808) — прожила 14 років;
- Кароліна (1795— до 1800) — померла в ранньому віці;
- Алоїз (1796—1858) — наступний князь Ліхтенштейну у 1836—1858 роках, був одруженим із графинею Францискою Кінські фон Вхініц унд Теттау, мав одинадцятеро дітей;
- Софія (1798—1869) — дружина графа Вінченца Естергазі де Галата, дітей не мала;
- Марія Йозефіна (1800—1884) — одружена не була, дітей не мала;
- Франц де Паула (1802—1887) — австрійський генерал, був одруженим із польською графинею Євою Потоцькою, мав четверо дітей;
- Карл Йоганн (1803—1871) — був одруженим із Розалією д'Амрікур, графинею Ґрюнне, мав двох синів та доньку;
- Клотильда (1804—1807) — прожила 2 роки;
- Генрієтта (1806—1886) — дружина угорського графа Йозефа Хуньяді де Кетей, мала вісім дітей;
- Фрідріх (1807—1885) — австрійський генерал кінноти, був одруженим із оперною співачкою Софією Льове, дітей не мав;
- Едуард Франц (1809—1864) — австрійський фельдмаршал-лейтенант, був одруженим із польською графинею Онорією Холоньовою-Холоневською, мав єдиного сина;
- Август Людвіг (1810—1884) — одруженим не був, дітей не мав;
- Август Ігнац (1810—1824) — одруженим не був, дітей не мав;[3]
- Іда (1811—1884) — дружина князя Карла Паара, мала дванадцятеро дітей;
- Рудольф (1816—1848) — одруженим не був, дітей не мав.

Разом подружжя провело 44 роки аж до смерті Йоганна у 1836-му. Марія Йозефа пережила чоловіка на дванадцять років. Похована у церкві Діви Марії в Брно.

## Нагороди
- Орден Золотого руна №869 (Австрійська імперія) (1806).